# Chloroclystis suspiciosa
Chloroclystis suspiciosa är en fjärilsart som beskrevs av Inoue 1982. Chloroclystis suspiciosa ingår i släktet Chloroclystis och familjen mätare. Inga underarter finns listade i Catalogue of Life.